# Denica Simeonowa
Denica Dimitrowa Simeonowa, bułg. Деница Димитрова Симеонова (ur. 4 maja 1992 we Wracy) – bułgarska polityczka i inżynier, posłanka do Zgromadzenia Narodowego.

## Życiorys
Ukończyła szkołę średnią w rodzinnej miejscowości, a następnie inżynierię przemysłową na Uniwersytecie Technicznym w Sofii. Uzyskała magisterium z zarządzania elektronicznego (w języku angielskim). Była zatrudniona w Bułgarskiej Agencji Inwestycyjnej, odbyła staż w Londynie w firmie zajmującej się badaniami marketingowymi, a także pracowała jako dziennikarka ekonomiczna. Pełniła funkcję dyrektora wykonawczego stowarzyszenia bułgarskich przedsiębiorców ABLE. W 2021 kierowała gabinetem politycznym ministra finansów Asena Wasilewa. Dołączyła do zainicjowanego przez niego ugrupowania Kontynuujemy Zmianę. W listopadzie 2021 z jego ramienia uzyskała mandat deputowanej do Zgromadzenia Narodowego 47. kadencji. Z powodzeniem ubiegała się o poselską reelekcję w wyborach z października 2022, kwietnia 2023, czerwca 2024 oraz października 2024.